# Logronho
Logronho (em castelhano, Logroño) é um município e a capital da província e comunidade autónoma da Rioja, Espanha. Tem 79,57 km² de área e em 2021 tinha 150 808 habitantes (densidade: 1 895,3 hab./km²).

## Demografia
| Variação demográfica do município entre 1991 e 2004 | Variação demográfica do município entre 1991 e 2004 | Variação demográfica do município entre 1991 e 2004 | Variação demográfica do município entre 1991 e 2004 |
| --------------------------------------------------- | --------------------------------------------------- | --------------------------------------------------- | --------------------------------------------------- |
| 1991                                                | 1996                                                | 2001                                                | 2004                                                |
| 122254                                              | 123841                                              | 133058                                              | 141568                                              |

## Monumentos
Como monumentos e tópicos de interesse turístico destacam-se:[carece de fontes?]
- Catedral de Santa María de la Redonda
- Igreja de Santiago
- Igreja de San Bartolome
- Igreja de N.S. de Palácios
- Puente de Piedra
- Puente de Hierro
- Parte integrante del Camino de Santiago
- Universidade da Rioja

### Museus
- Casa de las Ciencias (artes e ciencia)
- Museo de La Rioja